# Rodzynek
Rodzynek – skała w dolnej części lewych zboczy Doliny Będkowskiej na Wyżynie Olkuskiej będącej częścią Wyżyny Krakowsko-Częstochowskiej. Administracyjnie znajduje się we wsi Kobylany w województwie małopolskim, w powiecie krakowskim, w gminie Zabierzów.
Rodzynek znajduje się w porośniętej lasem środkowej części orograficznie lewego odgałęzienia Doliny Będkowskiej o nazwie Wąwóz Graniczny. Jest to zbudowana z wapieni skalistych skała o wysokości 10 m. Przez wspinaczy skalnych zaliczany jest do Grupy nad Stawami. W przewieszonej ścianie północnej jest jedna droga wspinaczkowa Crash test o trudności VI.4+ w skali polskiej. Ma zamontowane 4 ringi i ring zjazdowy.
W zachodniej ścianie Rodzynka znajduje się niewielka jaskinia Korytarz nad Stawami.

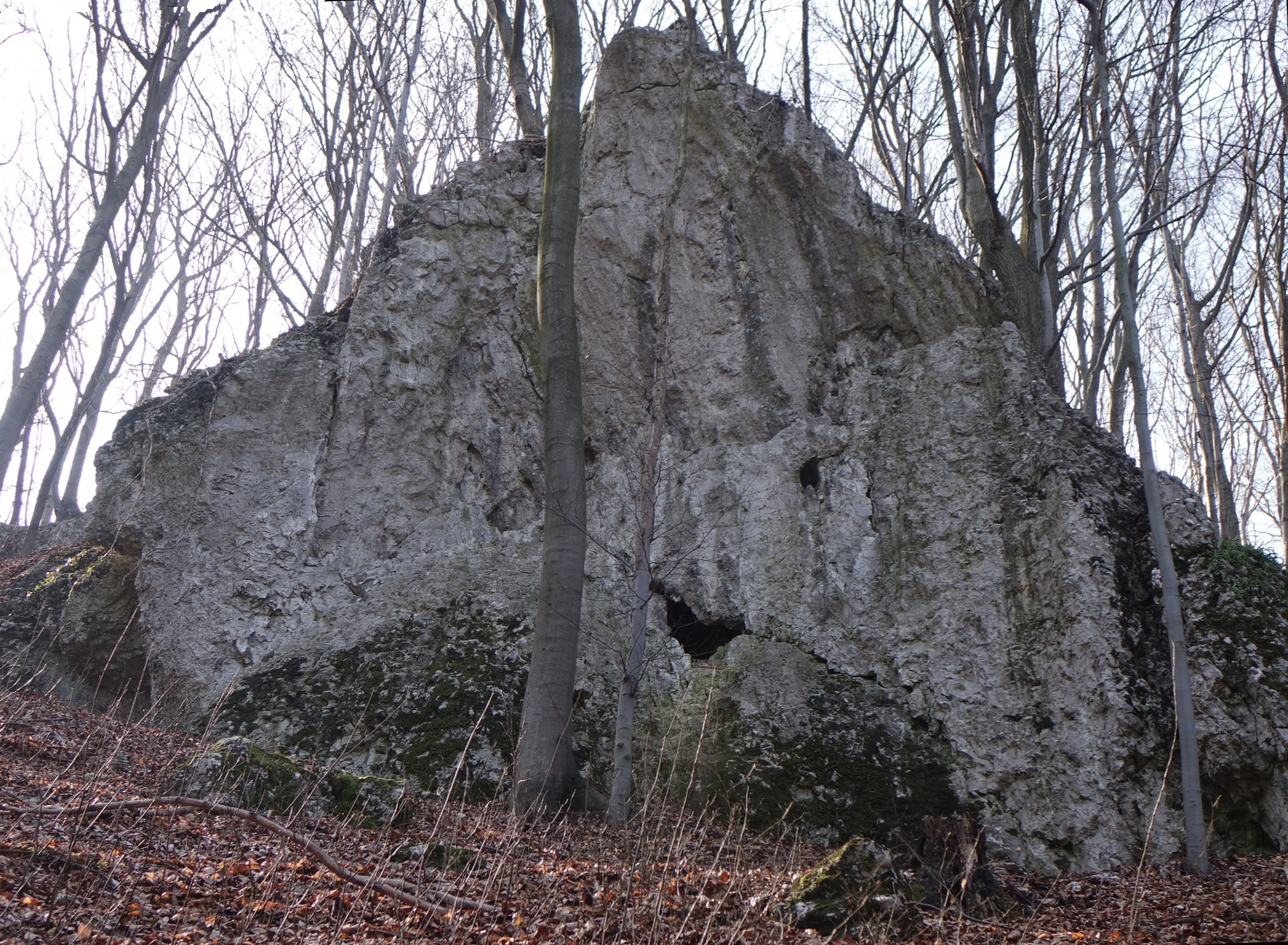
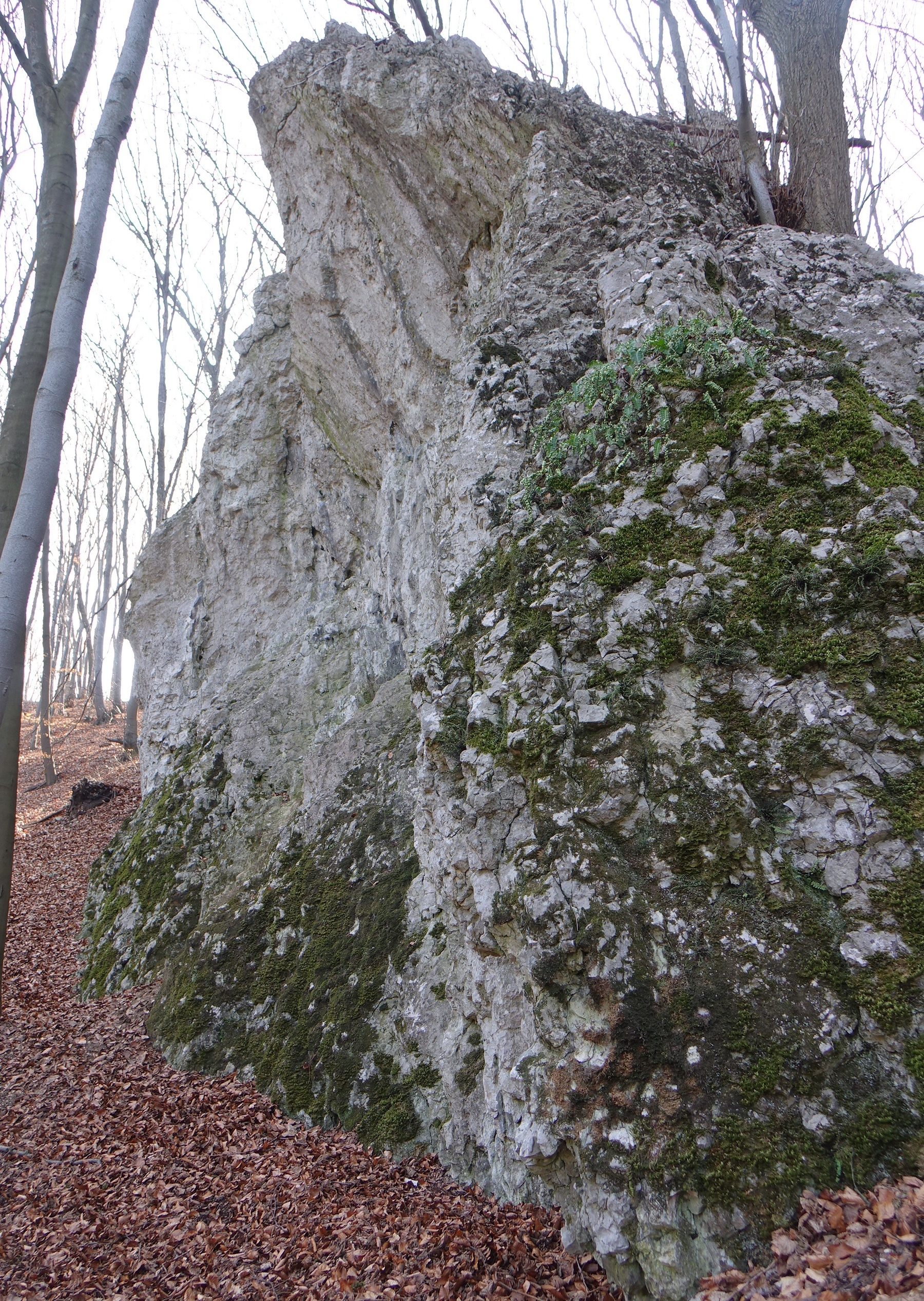
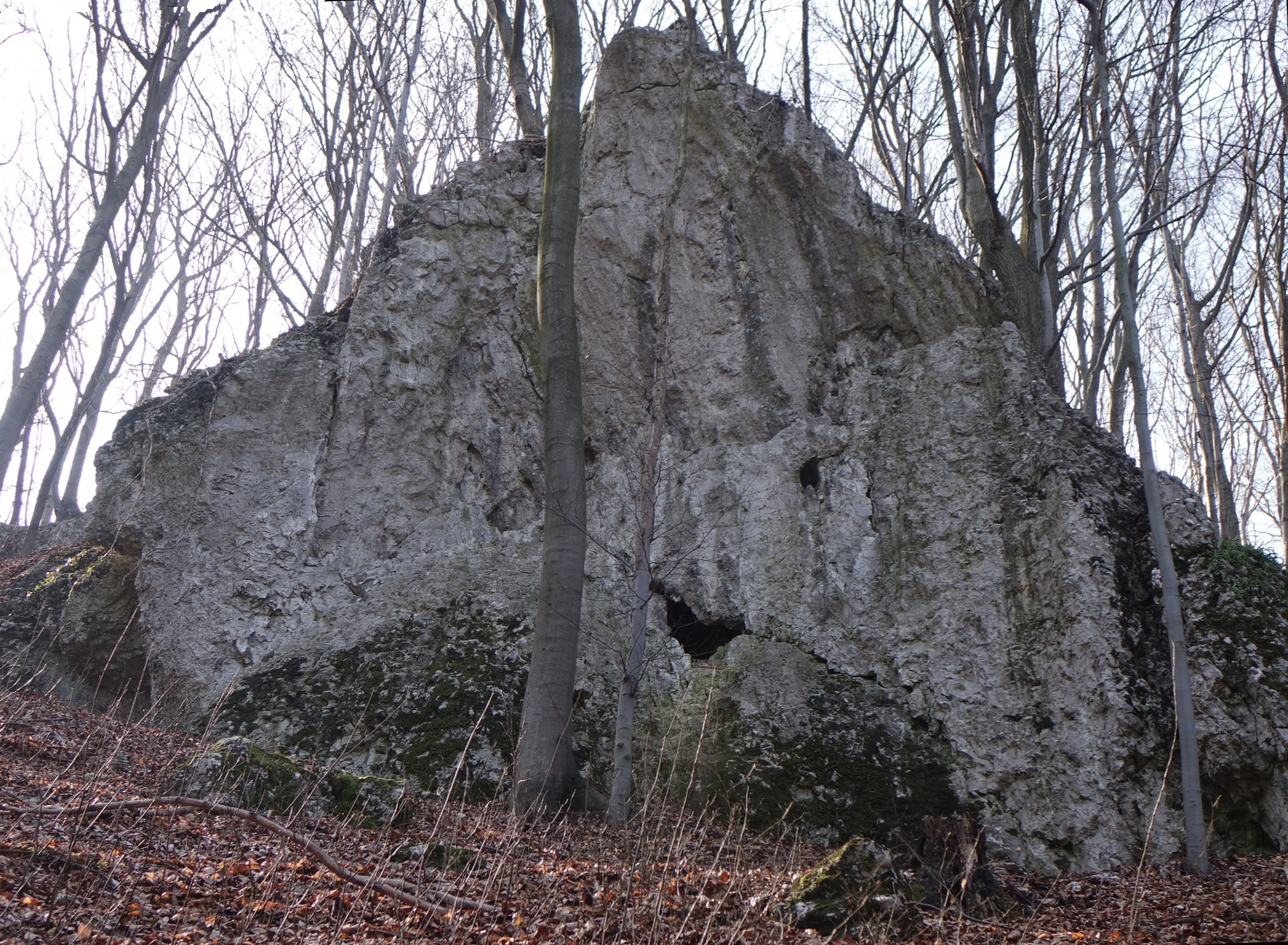